# Wacław Liskiewicz
Wacław Liskiewicz (ur. 16 lipca 1937 w Poznaniu) – polski inżynier budowy okrętów, konstruktor jachtów zapisanych w historii polskiego żeglarstwa, żeglarz związany z Gdańskiem.

## Życiorys

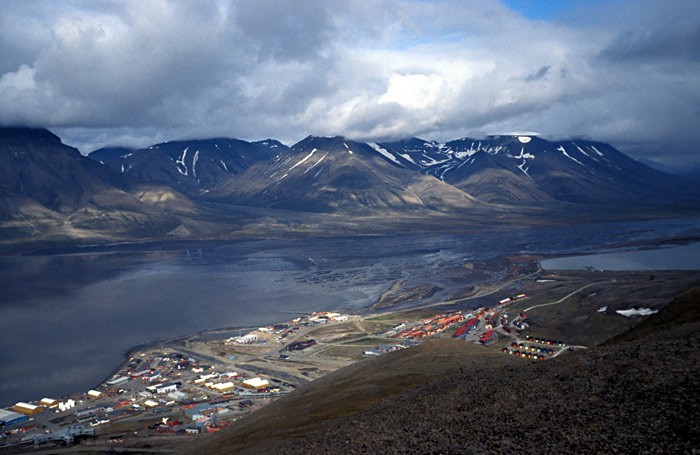
Longyearbyen – miejscowość na Spitsbergenie, do której w roku 1967 dotarł jacht z Polski, prowadzony przez kpt. Wacława Liskiewicza

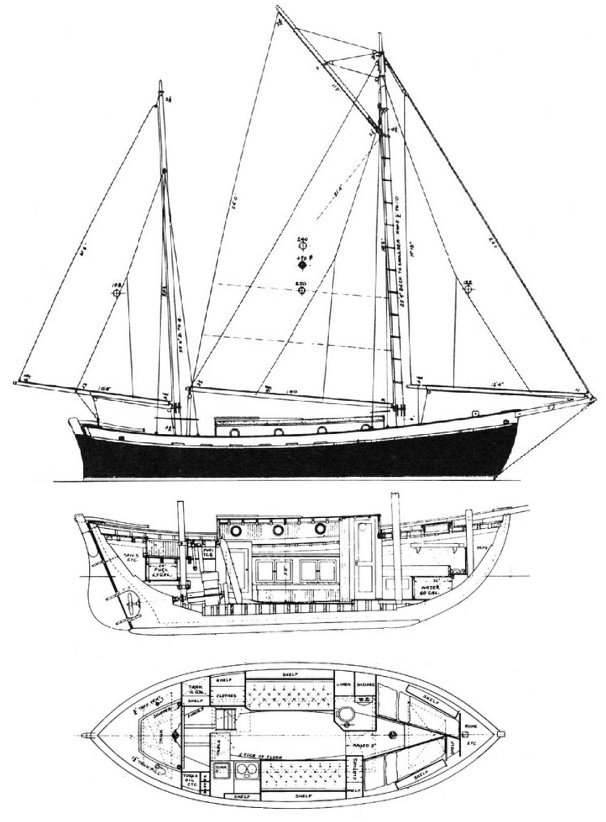
Tahiti ketch z roku 1928, konstrukcja Johna G. Hanny (1889–1947) i Colina Archera (1832–1921), na wzór której Wacław Liskiewicz zaprojektował Marię (jacht, który dwukrotnie okrążył Ziemię)

Urodził się 16 lipca 1937 roku. Pochodzi z Poznania, lecz jest związany z Gdańskiem. Studia ukończył na Politechnice Gdańskiej. Studiował budowę okrętów (Wydział Oceanotechniki i Okrętownictwa Politechniki Gdańskiej) wraz ze swoją przyszłą żoną, Krystyną Chojnowską. 
Po uzyskaniu tytułu inżyniera został zatrudniony w Gdańskiej Stoczni Jachtowej STOGI, która pod koniec lat 70. ub.w. zmieniła nazwę na Stocznia Jachtowa im. J. Conrada Korzeniowskiego w Gdańsku. Otrzymał tam stanowisko kierownika biura konstrukcyjnego, a w późniejszym okresie został członkiem kierownictwa Biura Projektów WUPROHYD. 
Jest konstruktorem wielu znanych jachtów. 
Od młodości uprawia żeglarstwo, dzieląc to zainteresowanie z żoną. Pływali na własnym niewielkim jachcie „Mechatek”, a później – na turystycznym „Mechatku 2”. Największym żeglarskim dokonaniem Wacława Liskiewicza jest doprowadzenie w 1967 roku jachtu „Swarożyc III” do Longyearbyen na Spitsbergenie (13 lipca 1967). W skład załogi jachtu, należącego do Akademickiego Klubu Morskiego w Gdańsku (AKM Gdańsk), wchodzili:
- Wacław Liskiewicz  - kapitan jachtu, absolwent PG,
- Dobrosław Daraszkiewicz - I oficer, student AMG,
- Tadeusz Stawski –  II oficer, absolwent PG,
- Andrzej Janik – II oficer, student AMG,
- Andrzej Trzaska – absolwent WSSP Gdańsk,
- Kazimierz Przecławski – ekonomista Gdańskiej Stoczni Jachtowej.

„Swarożyc” był pierwszym polskim jachtem, który dotarł do Spitsbergenu, i pierwszym lub drugim w historii żeglarstwa światowego (według Wacława Liskiewicza pierwszymi byli żeglarze niemieccy). 
Wacław Liskiewicz jest współautorem książki, napisanej wspólnie z żoną, pt. „Pierwsza dookoła świata” (8 wydań). Napisał też przewodnik turystyczny „Porty i przystanie polskiego wybrzeża” (2001). Małżonkowie mieszkają w Trójmieście, na obrzeżach Trójmiejskiego Parku Krajobrazowego. W roku 2010 obchodzili 40 rocznicę ślubu.
2 maja 2013 roku Krystyna Chojnowska-Liskiewicz i Wacław Liskiewicz uczestniczyli, na zaproszenie prezydenta Komorowskiego, w uroczystościach z okazji Dnia Flagi. Należeli do kilkunastoosobowej grupy osób, reprezentujących środowisko żeglarzy i armatorów żaglowców na dziedzińcu Pałacu Prezydenckiego.

## Skonstruowane jachty (przykłady)
Wacław Liskiewicz jest konstruktorem wielu jachtów, w tym m.in.:
- s/y Maria – kecz-markoni, który – jako  pierwszy polski jacht – dwukrotnie opłynął Ziemię[16],
- s/y Mazurek – jacht typu Conrad 32, na którym kulę ziemską opłynęła Krystyna Chojnowska-Liskiewicz, zdobywając tytuł „Pierwszej Damy Oceanów”.
- Wraz z Edmundem Rejewskim zaprojektował jacht s/y Opal, który stał się początkiem serii Opal I, II, III, IV. Jachtami typu Opal są np.:
- s/y Dar Przemyśla (Opal C45J), na którym Henryk Jaskuła samotnie opłynął kulę ziemską ,
- s/y Copernicus (Opal CR), który został specjalnie zaprojektowany do udziału w regatach okołoziemskich Whitbread Round The World Race '73, a na którym  później kpt. Paweł Dąbrowski odbył rejs wokół Islandii, wyróżniony nagrodą Rejs Roku 2006[15].
- Również wraz z Edmundem Rejewskim, Wacław Liskiewicz zaprojektował zatokowy jacht s/y Nefryt, zbudowany w roku 1971 z zastosowaniem innowacyjnego wówczas materiału – laminatu poliestrowo-szklanego, który zapoczątkował serię jachtów tego typu. Jachty typu Nefryt stały się popularne i były wykorzystywane do prowadzenia szkolenia na morskich wodach wewnętrznych[17][16][18].